# Mercurio Bua
Mercurio Bua (ur. 1478 w Nauplionie, zm. po 1527 w Treviso) – włoski oraz francuski wojskowy i uczestnik wojen włoskich, hrabia Akwinu i Roccasecca.

## życiorys
Pochodził z albańskiej rodziny szlacheckiej, która mieszkała na Peloponezie. Przeprowadził się do Republiki Weneckiej i służył w jej armii; w 1495 roku dowodził grupą stradiotów w bitwie pod Fornovo. Służył następnie w armii Księstwa Mediolanu jako dowódca 200–osobowej grupy stradiotów, w 1500 roku walczył przeciwko Francji w bitwie pod Novarą.
Przeszedł na stronę francuską, walczył przeciwko Hiszpanom w Królestwie Neapolu. W 1504 roku został uhonorowany przez króla Francji Ludwika XII tytułem hrabiego Akwinu i Roccasecca. W 1507 roku dowodził siłami tłumiącymi powstanie antyfrancuskie w Republice Genui, po zdławieniu buntu stracony został doża Paolo da Novi.
W 1513 roku powrócił do służby w wojsku weneckim jako dowódca 600–osobowej grupy stradiotów, uczestniczył w działaniach wojennych toczących się w regionie Padwy oraz Mantui; dwa lata później brał udział w bitwie pod Marignano, za co otrzymał odznaczenie od nowego francuskiego króla Franciszka I Walezjusza. Był następnie dowódcą grupy liczącej 2 tys. stradiotów, która uczestniczyła w trwających do 1517 roku walkach na terenie Włoch.
Zmarł po 1527 roku w Treviso, jego ciało zostało pochowane w tymże mieście; dokładny rok śmierci nie jest znany.